# 887

## Esdeveniments
Països Catalans
Món
- Inici del regnat de l'Emperador Uda
- Els vikings arriben a París

## Naixements
Països Catalans
Món

## Necrològiques
Països Catalans
Món
- 10 de gener, Bosó de Provença, rei de Provença
- 26 d'agost, Kōkō, 58è emperador del Japó
- 18 de setembre, Pietro I Candiano, 18è doge de Venècia